# 塞爾維亞廣播電視台

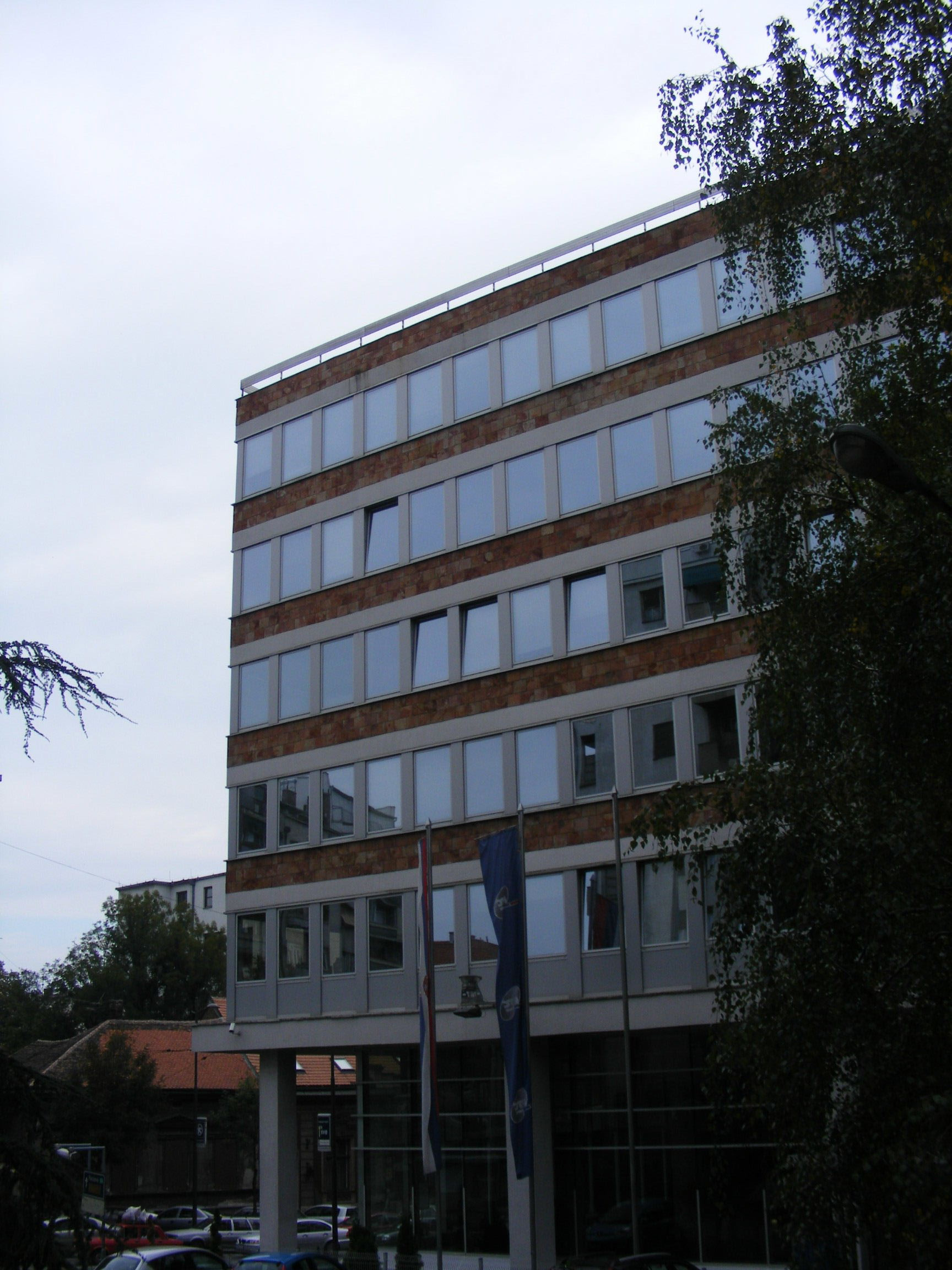

塞爾維亞廣播電視台是塞爾維亞的國家廣播電視台。製作並播出新聞、電視劇和體育節目，並通過廣播、電視和網路播出。自2001年7月開始，塞爾維亞廣播電視台成為歐洲廣播聯盟的一員。塞爾維亞廣播電視台也是前南斯拉夫地區和巴爾幹最大的廣播電視台。之前被稱為貝爾格萊德廣播電視台（RTB）。現在的塞爾維亞廣播電視台擁有五個電視頻道。

## 外部連結
- 官方網站 （页面存档备份，存于）（塞爾維亞文）